# カピラ城
カピラ城（カピラじょう）とは、紀元前4–6世紀ごろに存在した小国、あるいはその土地。釈迦の出身地として著名である。カピラヴァストゥ、カピラワットゥとも（後述）。
位置については長らく忘れ去られ、20世紀になってから政治がらみの論争が起きており、学術的な裏付けのある最終結論が出ているわけではないが、いずれにせよ現在のインド・ネパール国境付近に位置する。

## 名称

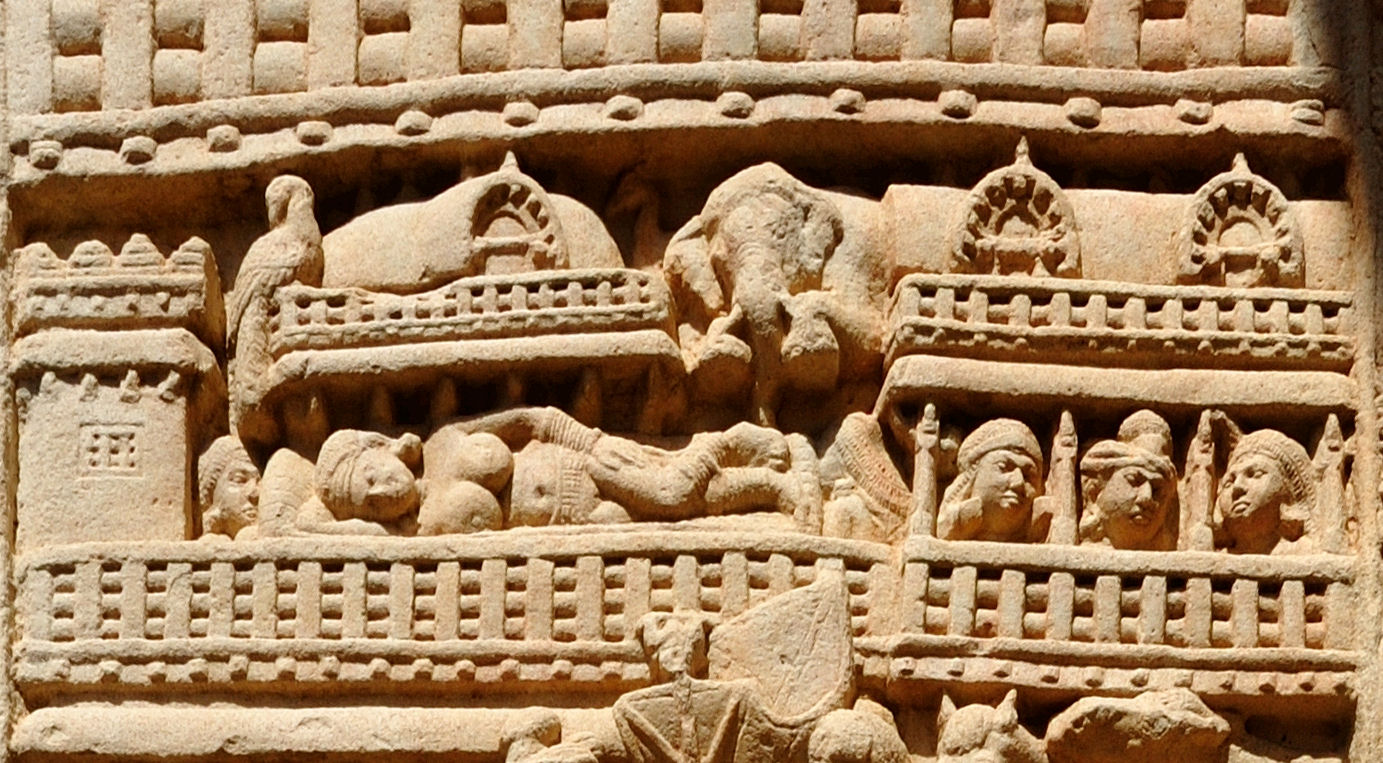
仏陀の母の夢に現われた白い象。カピラヴァストゥの象徴

- サンスクリット語：Kapila-vastu　カピラヴァストゥ
- パーリ語：Kapilavatthu　カピラワットゥ
- 漢訳音写：迦卑羅婆率、迦毘羅婆蘇都、迦毘羅衛など多数
- 訳：蒼城、蒼住城、黄赤城、黄頭居処、黄髪仙人住所、赤澤国、妙徳城など

なお、カピラはある仙人（リシ）の名で、「ヴァストゥ」「ワットゥ」とは「土地」を意味する言葉である。

## 由来・縁起
釈迦族の住まいがあり、釈迦（ガウタマ・シッダールタ）はここで育った。
地名の由来については、一説には、釈迦以前にこの地にカピラ (Kapila) という黄色い髪の毛をしたリシ（仙人）が住んでいたことからそう名づけられたという。また一説には、カピラを祀っていたことに由来する、とも。
南伝仏典によると、釈迦族の祖先である甘庶王（かんしょおう、Okkāka、オッカーカ）はサーケタという地で王国を築いていた。しかし、その四男五女が王に追放されてヒマラヤの山側に至ると、カピラ仙がいるこの土地に落ち着き、ここで1つの王国を築いたという。その初代の王名はオッカーカ・ムカ (Okkāka mukha) という。北伝仏典では4王子とする。
カピラ城からヴァイシャリー（毘舎離）までは51由旬、またアノマー河まで30由旬、王舎城からは60由旬あったという。
釈迦晩年に、毘瑠璃王により殲滅された。西暦5世紀の初頭、法顕がこの地を訪れた際、城址はすでに荒地になっていて、わずかに民家が数10戸があったのみと『法顕伝』に記されている。

## 位置についての諸説
カピラヴァストゥは、法顕が5世紀に、玄奘が7世紀に訪れてそれについて書いたように、ブッダ入滅後1000年ほどは仏教徒の巡礼の地であったという。だがその後、この地域で仏教は影響力を失い、ヒンドゥー教やイスラム教がとってかわり、それらの宗教のもとにあったインドやネパールの国家ではブッダのことは語られなくなり、やがて14世紀ごろにはカピラヴァストゥの正確な場所が分からなくなった。
そうしてカピラヴァストゥは忘れ去られ、長らくの間一部の専門家だけが興味を持っていたにすぎなかったが、再び人々の大きな関心事となって浮上したのは20世紀も後半になってからのことだった。ネパール側とインド側で、愛国心などもからみ、位置を巡って異なった見解が唱えられるようになったのである。
一説では、現在の場所でいうネパールのタライ地方とされ、ティラウラコットだと見なそうとする動きがある。また別の説では現在のインドのウッタル・プラデーシュ州シッダールトナガル県ピプラーワー（ピプラフワとも） といわれる。ネパール側とインド側の見解の相違は解消されそうもない。ネパール側はピプラーワーはブッダが頻繁に訪れた王宮だと見なしているのに対して、インド側はピプラーワーこそがカピラヴァストゥだと定義しているのである。
日本では立正大学の研究員が1970年代にネパール当局との共同発表でティラウラコットをカピラヴァストゥと断定し、長澤和俊は一般人向けの多くの新書でこれが正解だとしているが、学界の通説ではない。坂詰秀一らは1980年代後半にタライ平原の仏教遺跡2箇所で発掘調査を行っている。

### ネパールの主張
ネパールは世界遺産の候補地として、UNESCOに1996年9月2日付でテライ平原西部のルパンデヒ郡ルンビニ地区およびティラウラコットをブッタ生誕地として申請し、ルンビニ地区のみ1997年に候補地リストに掲載されている。だがUNESCOがティラウラコットに関しては専門家らの見解を求めるべきだとした結果、前年にルンビニの現地調査を行ったブラッドフォード大学の考古学班が2001年に派遣されることになった。この調査で紀元前1000年—6世紀ごろの陶器類は見つかったものの現存する遺跡類はブッダよりも後の時代のものだとされた。
ネパールは世界遺産委員会との協議を継続すると、2012年には指定地域を測量図上に示し、2018年の答申では世界遺産指定地域内で進行している開発行為ほか、第43回世界遺産委員会（2019年）までにICOMOSの質問事項の対応策をまとめて報告するよう勧告を受けた。

### インドの主張

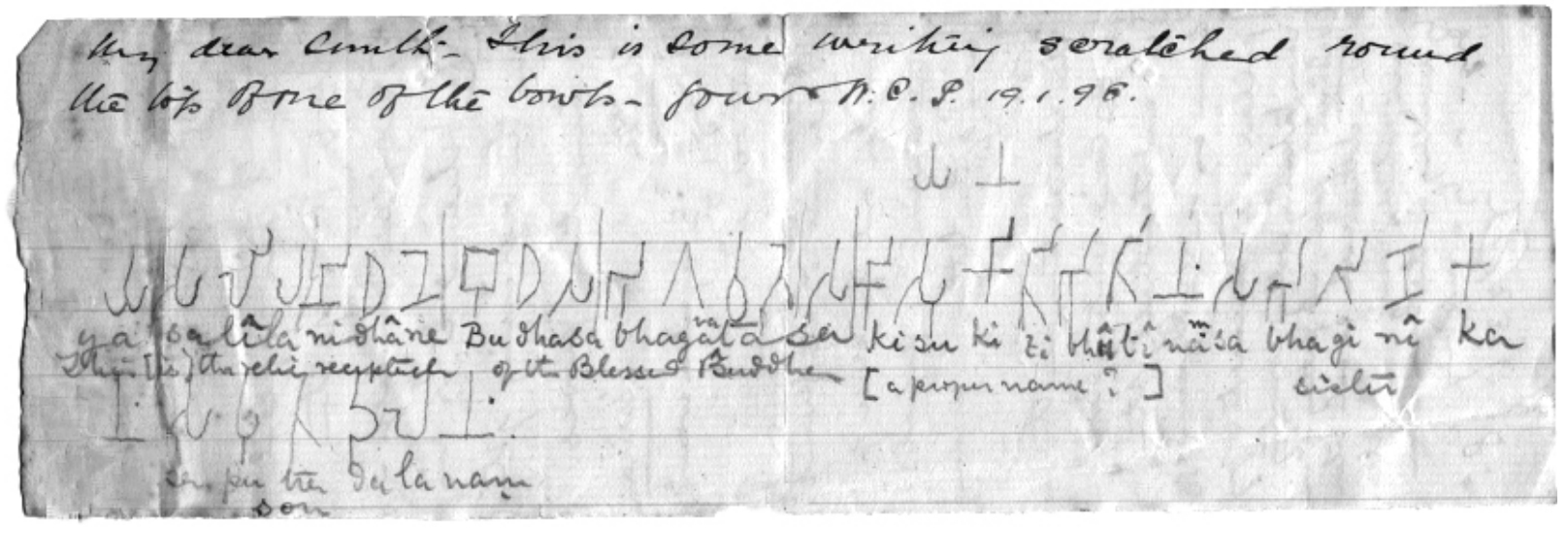
W・C・ペッペからチャールズ・アレンに当てた1898年1月付メモ。壷の文字を書写してある。

ピプラーワーについては、1898年にイギリス駐在官W・C・ペッペ（William Claxton Peppe –1946年）が、この地から経典ならびに「ガウタマ・シッダールタの遺骨及びその一族の遺骨」であると記された壺を発掘し、また近代に至って、「カピラヴァストゥ」という文字が刻まれた印章などが出土していることから、ほぼこの地ではないかと推察されている。だが、まだ断定はされていない。

## ギャラリー
ティラウラコット（現ネパール）
ティラウラコットに存在する遺跡群（ただし、ブラッドフォード大学の調査では釈迦より後の時代のものとされた）。

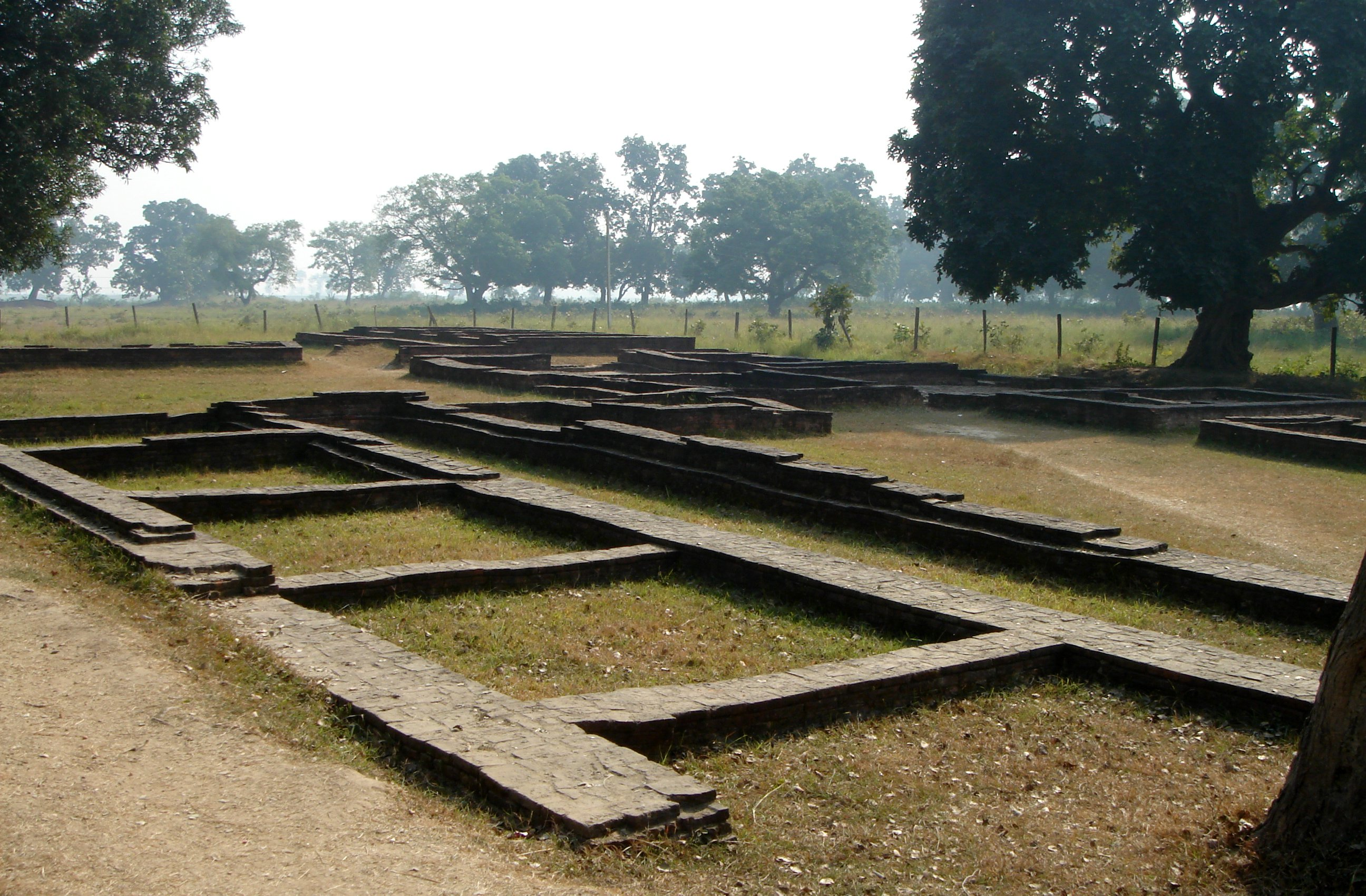
ティラウラコット 遺跡の一部。住居あるいは王宮（現ネパール）
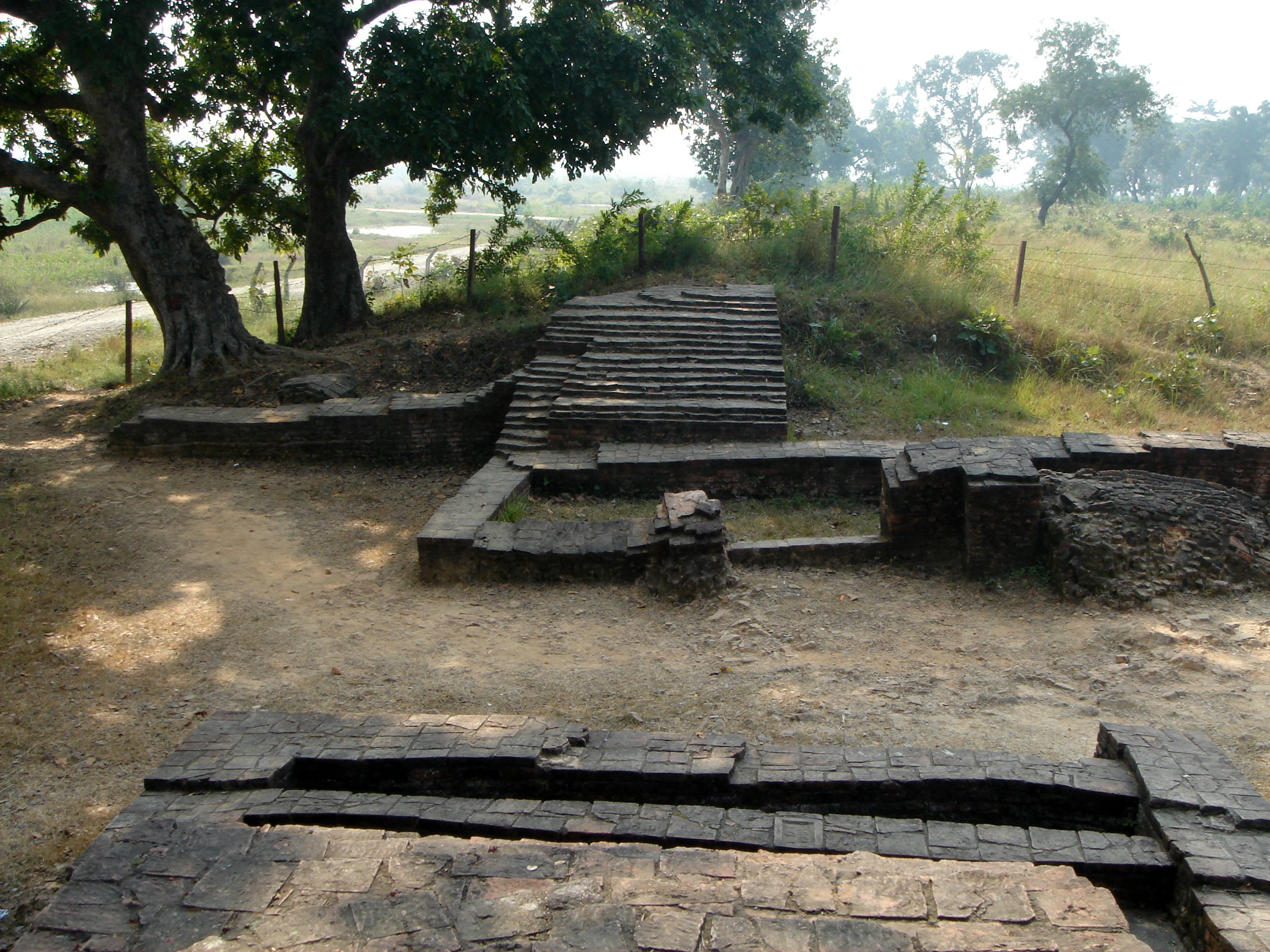
東門の跡（同）
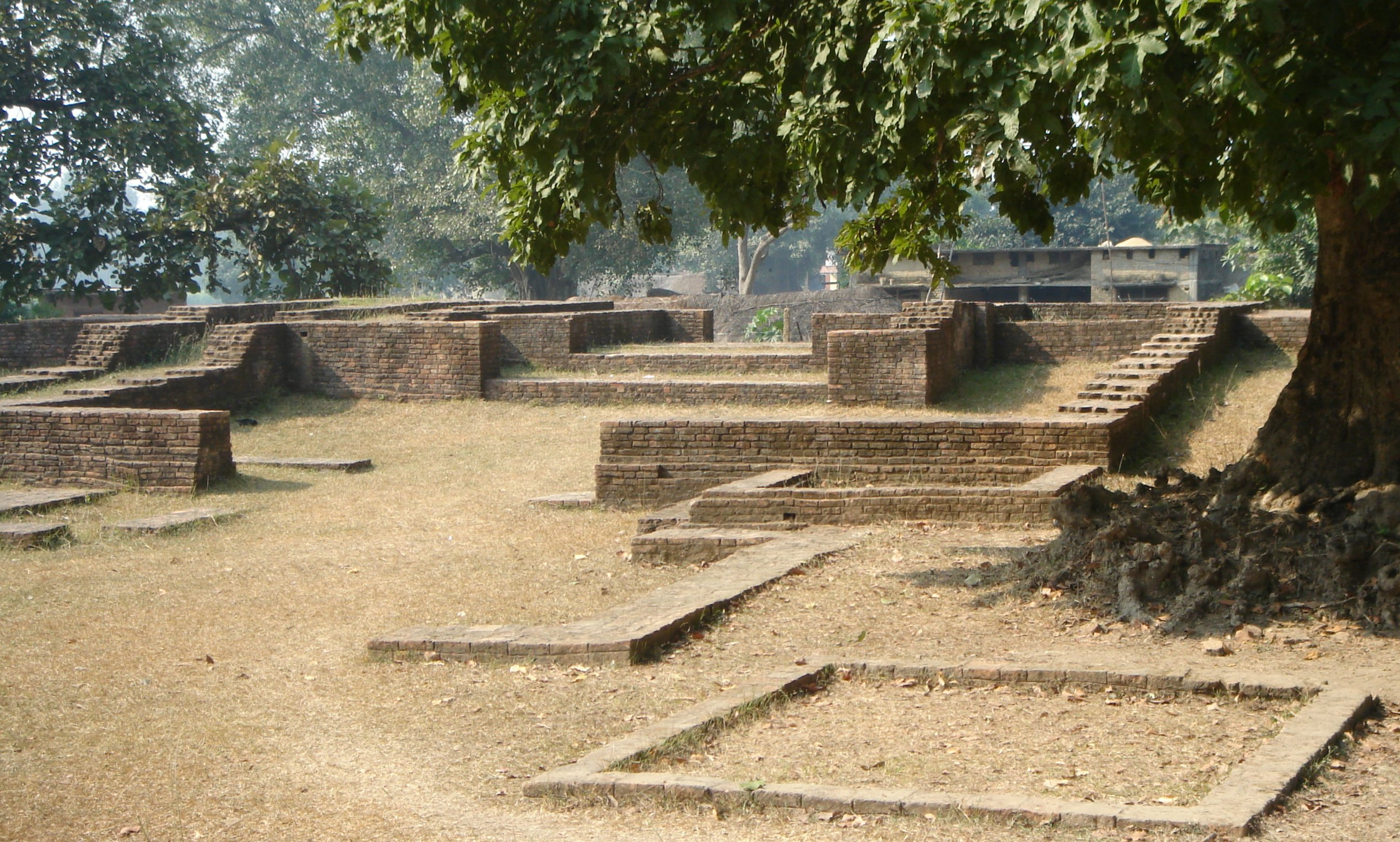
西門の跡（同）
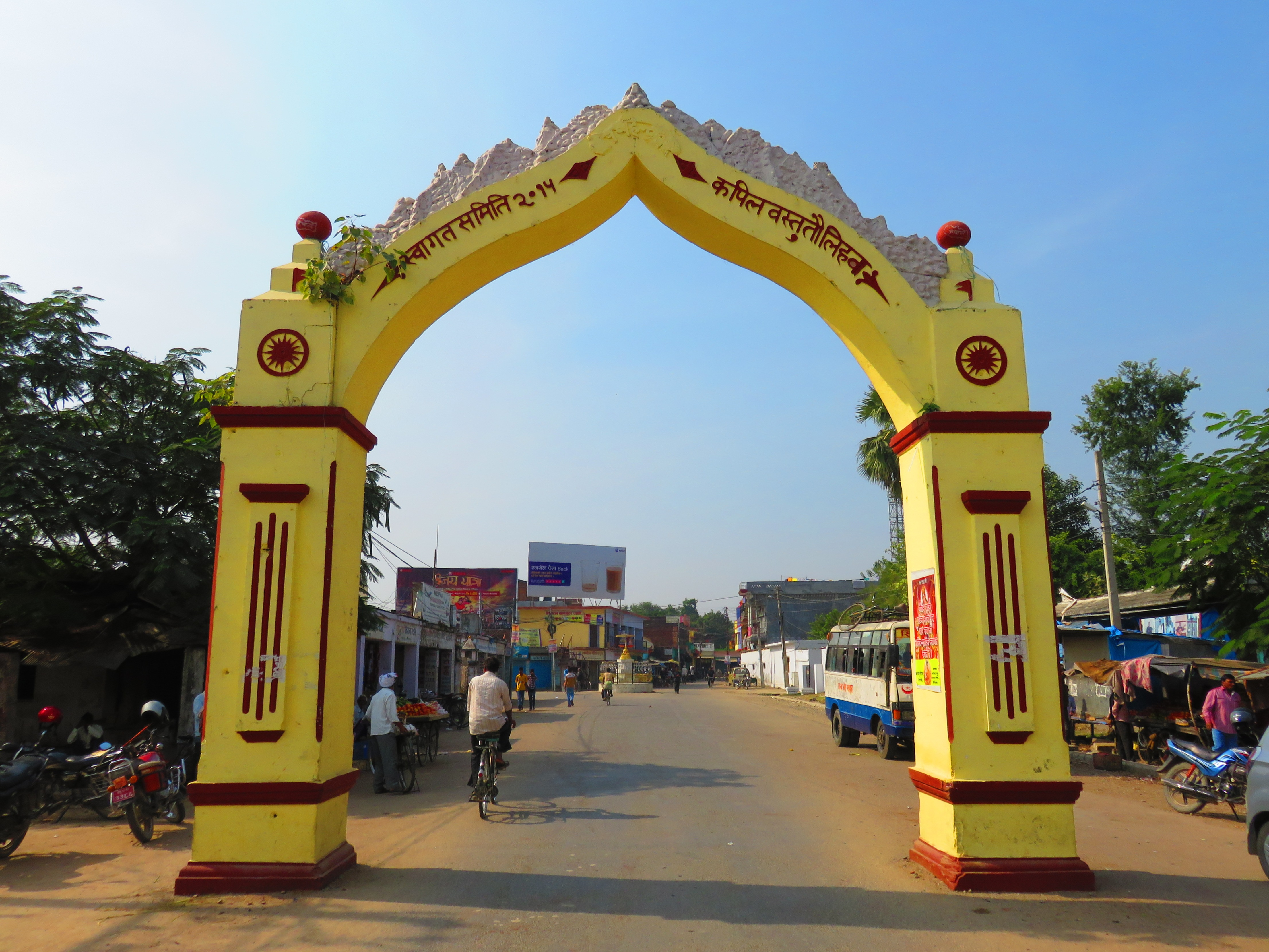
カピラヴァストゥという町の入口（同）

ピプラーワー（現インド）
ピプラーワー（ピプラフワ）の仏教遺跡から出土した仏舎利および経典は、その一部が日本に伝来した。

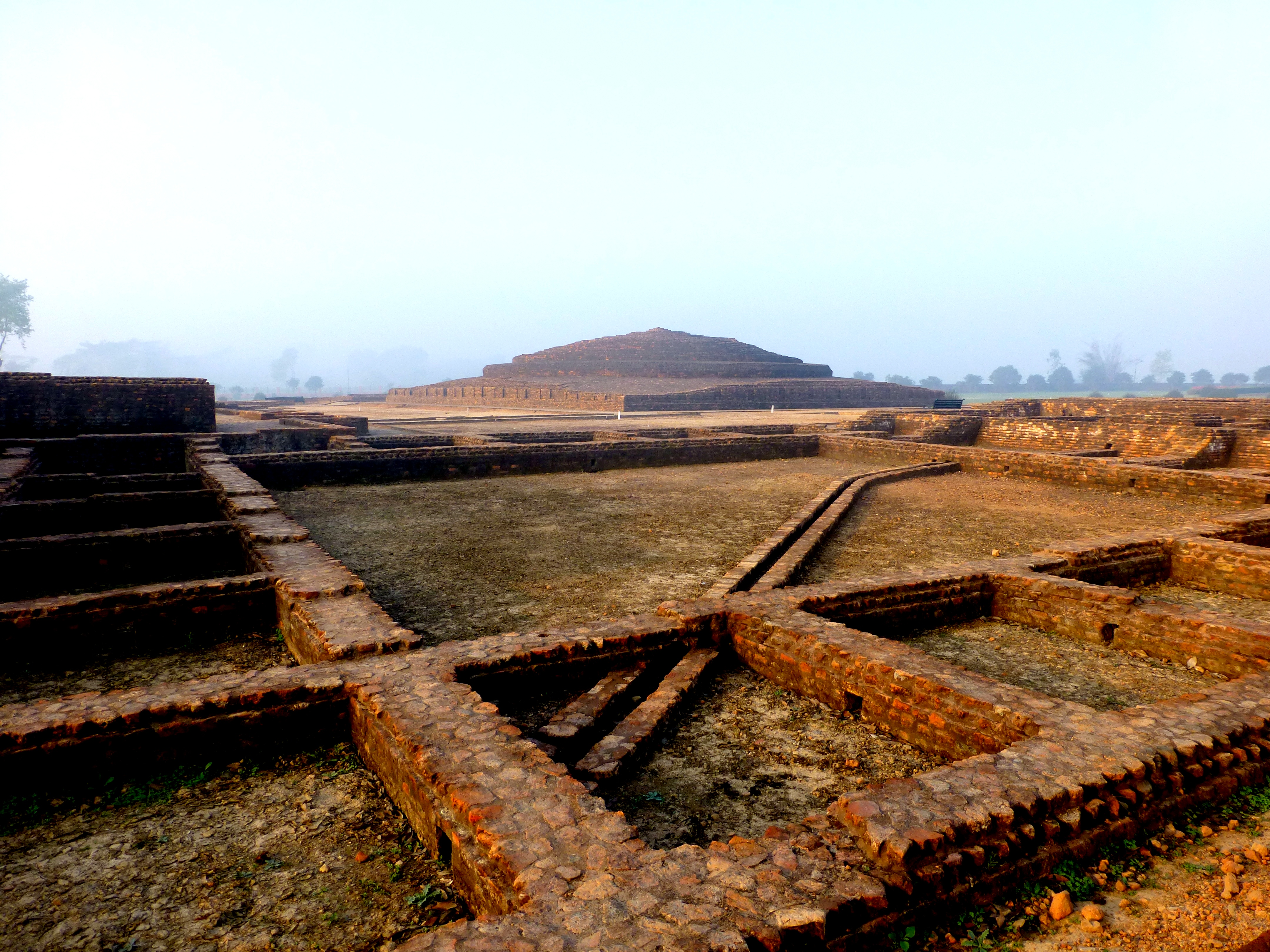
ピプラーワー
仏塔と僧院の遺跡[14]
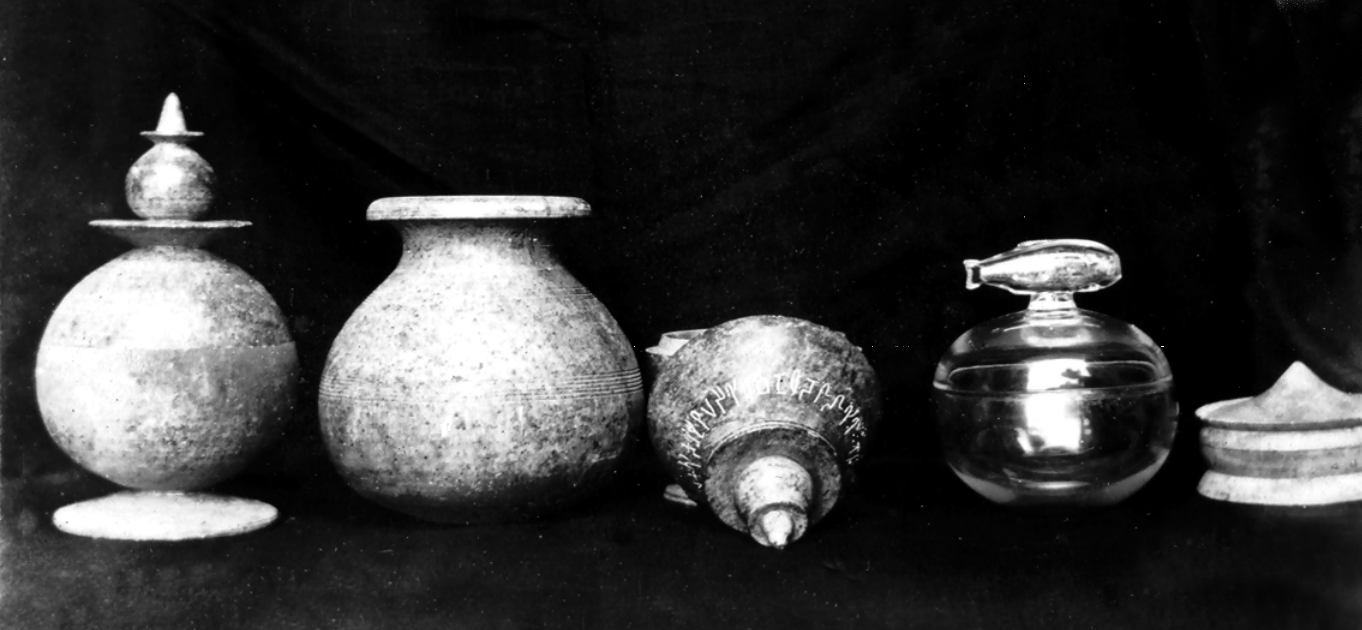
出土した壷5点